# 卡斯珀·阿斯格伦
卡斯珀·阿斯格伦（丹麥語：Kasper Asgreen，1995年2月8日—），丹麦男子自行车运动员，2018年世界公路自行车锦标赛男子团体计时赛金牌得主、2019年欧洲公路自行车锦标赛男子计时赛银牌得主。